# Bandolerisme

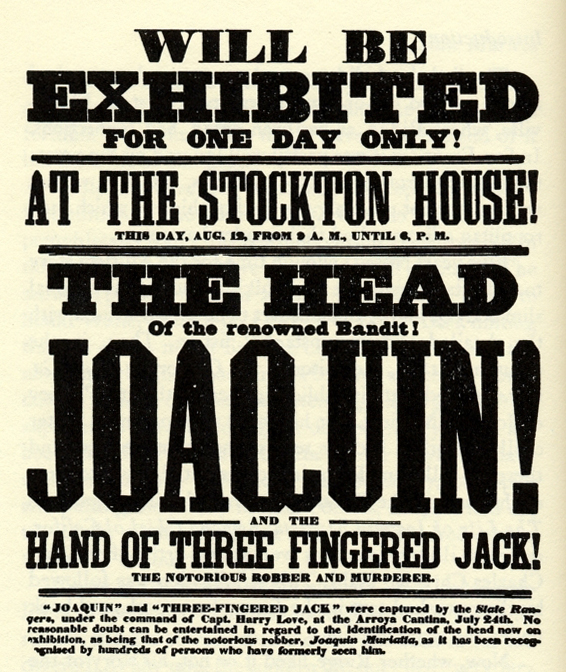
Cartell sobre el bandoler Joaquín Murieta

El bandolerisme és una activitat criminal duta a terme per bandes armades (normalment amb armes de foc), comandades per un capitost, contra persones o contra propietats. L'actuació de persones armades al marge de la llei és una activitat present arreu del món al llarg de tots els períodes de la història, i sempre és l'expressió d'una realitat econòmica i social de misèria que empeny llurs protagonistes, i en la qual sovint també s'hi barregen qüestions polítiques, religioses o ètniques. A la vegada, també evidencia la incapacitat de l'estat per garantir la seguretat ciutadana.

## Origen del terme
Al principi significava 'partidari, parcial, facciós', que ja figura en textos del s. XV (1455), però aviat prengué la connotació de 'bandejat, revoltat que assalta els enemics, i sovint els vianants, per procurar-se recursos' Com a conseqüència de les lluites civils dels s. XV-XVII va adoptant més aquests matisos, i així en un document de 1455 es parla només d'un «bandoler e inobedient». En les crides de 1586 ja es tracta de proclames contra bandolers, enquadrillats i de «lladres, bandolers o homes de seguida». El canvi queda generalitzat en el s. XVII quan les cançons populars referents a Rocaguinarda i a Don Joan parlen de quadrilles i camarades en massa, entorn de 1650, de malfactors. Des de Catalunya el mot es propagà a les altres llengües veïnes, en particular al castellà «bandolero», el francès «bandoulière».

## Bandolerisme a Europa al llarg del temps
Ja tenim notícies de l'acció de grups armats al marge de la llei pública durant els temps de la República Romana, que suposaren un greu problema de seguretat a totes les seves possessions mediterrànies, que pervisqueren després durant l'Imperi.
Ja a la baixa edat mitjana (durant la qual els estats medievals iniciaren la recuperació del concepte i de llei pública) el bandolerisme es feu notar amb molta agressivitat al nord d'Europa a conseqüència de la crisi i el canvi de la societat feudal. El van patir especialment tant a la part franca (Llenguadoc, Borgonya, Normandia, l'Illa de França) com a la germànica (entre finals segle xv i principis s. XVI Guerra dels Cavallers liderada per Franz von Sickingen fou especialment devastadora).
En canvi, als països mediterranis tant musulmans com cristians l'explosió del fenomen bandoler es va donar una mica més tard, entre els segles xvi i xvii: amb una fama especial a l'Albània otomana, la Calàbria i el principat de Catalunya. En el cas italià, entre 1570 i 1595 la situació va arribar a tal punt de degradació que les autoritats de Roma i de Nàpols van haver d'enviar exèrcits sencers per perseguir els fuorusciti, ja que contínuament robaven els missatgers de correus i els comerciants de teixits i seda grega que circulaven per la Via Àpia. A la pràctica, però, l'únic remei que més o menys va funcionar va ser el d'enrolar-los als exèrcits que havien de combatre contra l'Imperi Otomà. Al segle xvii representaven un greu problema a Alemanya (sobretot durant la Guerra dels Trenta Anys), i continuaven sent nombrosos a França, Itàlia i els Països Catalans.
Posteriorment, a la zona meridional italiana va ressorgir el problema el 1799 juntament amb una revolta generalitzada de la pagesia en contra de la burgesia urbana i dels terratinents, i barrejat amb altres qüestions de tipus religiós, polític i nacional. Poc després el mateix va rebrotar de nou el 1815 sobretot a Calàbria, Basilicata i els Abruços. Posteriorment, durant la campanya d'unificació de Garibaldi de 1860 el bandolerisme tornar a fer acte de presència amb l'excusa de mostrar lleialtat a la dinastia local dels borbons; el bandoler més famós d'aquest període fou Carmine Crocco, comandant d'un exèrcit de 2.000 homes i un gran expert en guerrilla.
Al segle xix el fenomen del bandolerisme a Andalusia (El Tempranillo, Diego Corrientes, Luis Candelas o Los Siete Niños de Écija), Hongria i Grècia (la clefta) també fou famós arreu d'Europa.
Ja al segle XX ressorgí altre cop a les illes de Sicília i Sardenya just després de la 2a Guerra Mundial.

## Bandolerisme als Països Catalans
A casa nostra, com arreu, de bandits n'hi ha hagut sempre. No obstant això, generalment el terme bandolerisme s'ha utilitzat per denominar un fenomen amb característiques particulars que es va donar sobretot entre finals del segle xv i finals del XVII. Aquest bandolerisme barroc o d'època moderna no era obra de simples lladres sinó que es configurava en diverses xarxes de relacions personals, que es justificaven en els costums feudals i el dret medieval (per exemple les pràctiques del deseiximent o de l'auxilium) però que també eren conseqüència dels canvis econòmics i socials de la nova era. Els bandolers no tenien per què ser lladres de camins, molts eren persones mobilitzades pel noble a qui pertanyien per tal de fer la guerra al seu enemic (el nyerro Perot Rocaguinarda, el canamunt Llorenç Coll…) i a vegades eren els mateixos senyors empobrits de la baixa noblesa que optaven per aquest mode de vida (Jaume Ruiz de Castellblanch…). De totes maneres sovint la convergència de factors és difícil de destriar (Joan Sala i Ferrer). La gran quantitat de quadrilles, el gran nombre de persones que les formaven, la longevitat que tingueren algunes i les motivacions que mostraren reflecteixen una transcendència que va més enllà del simple robatori.
Molt poc a veure tenia amb els tipus de bandolerisme que es van donar després, els segles xviii i xix. Després de la Guerra de Successió encara subsistien algunes quadrilles, que en més d'una ocasió eren formades per guerrillers resistents de la Guerra de Successió (Rotget a Mallorca, Carrasclet al Principat...). Però en la societat de la Nova Planta el bandidatge aviat va passar a ser un simple fenomen conseqüència de la misèria (Jaume el Barbut…). Al segle xix aquest bandolerisme sovint es va configurar com una reacció guerrillera d'alguns personatges tradicionalistes i/o carlins (Panxa-ampla, Josep Agramunt, Narcís Abrés…).

## El bandolerisme en la literatura
A casa nostra el fenomen del bandolerisme ha estat interpretat des de diversos prismes ideològics i en èpoques ben diverses (especialment durant el barroc i el romanticisme). En la majoria de casos la literatura s'ha interessat pels capitostos del bandolerisme d'època moderna, s. XVI i XVII.
Durant el barroc la literatura castellana del Segle d'Or va fixar-se sovint en els bandolers catalans coetanis, mitificant Rocaguinarda, Serrallonga i altres capitostos com a personatges justiciers. Miguel de Cervantes, Tirso de Molina, Lope de Vega, Vélez de Guevara, Rojas Zorrilla i molts d'altres els feren sortir a les seves obres, sobretot de teatre. En canvi, els exemples en la literatura catalana del moment són més escassos, i pertanyen sobretot a la literatura rimada popular (per exemple les cobles de Pere Giberga de 1544) o a les cançons de transmissió oral. Cal destacar l'anònim ball d'en Serrallonga, segurament compost al segle xvii, però del qual en tenim nombroses notícies el XIX, i que actualment ha estat recuperat a molts pobles.
Segles més endavant a Catalunya fou la literatura romàntica la que va tornar a idealitzar els bandolers del barroc com a guerrillers i herois patriòtics, en col·laboració amb els folkloristes i historiadors de la Renaixença. La literatura catalana es fixà especialment en la figura de Joan de Serrallonga que en les obres de Víctor Balaguer se'l va arribar a caracteritzar com un capitost liberal.
Paral·lelament a tot Europa hi sorgia també una literatura abundant sobre el tema, de la qual cal destacar Els bandits de Friedrich von Schiller i les obres de Lord Byron, el duc de Rivas, Aleksandr Puixkin, Victor Hugo, Prosper Merimée, etc.